# Det vita skeppet
Det vita skeppet är en estnisk folkmytologi, som har sitt ursprung i de följeslagare till den religiösa profeten Juhan Leinberg, som 1861 stod och väntade på ett skepp som skulle ta dem från Tallinn till ett friare land.
När Sovjetunionen under andra världskriget ockuperade Estland, stängdes vattenvägarna från Estland och övriga ockuperade länder, och begreppet fick en annan innebörd. Under den sovjetiska tiden drömde många ester om "Det vita skeppet", som skulle komma och föra dem bort ifrån helvetet, till en bättre värld.